# Биостратиграфија
Биостратиграфија је део стратиграфије који се бави стратиграфском класификацијом на основу фосилних остатака живог света очуваним у стенама. У биостратиграфском систему основна јединица је биозона, заснована на разликама у фосилном садржају стена у вертикалном (временском) смислу.

## Биозоне
Заједнишна зона (кенозона, асамблаж зона) обухвата групу слојева (стена) који садрже јасно обележену природну заједницу организама, при чему могу бити обухваћени сви облици који се налазе у стени или само неки од њих. Таква зона се именује према два или више карактеристичних представника фосилне заједнице (пример Bulimina-Bolivina заједнишна зона).
Распонска зона (акрозона) обухвата наслаге које садрже фосиле неке одређене врсте, по којој зона и добија име (пример Ceratites trinodosus зона).
Конкурентна зона обухвата онај део наслага у којима се таксонске зоне преклапају (зоне различитих врста). Могу се преклапати више од две зоне.
Филозона је зона која је формирана на основу неког еволуцијског низа. Назива се по кључној врсти без обзира где се она налазила у еволуцијском низу.
Вршна зона обухвата наслаге настале у времену максималног развитка неког таксона (врсте, рода и др.), а не за време целог живота. Означава се именом тог таксона, без обзира на остале фосилне остатке.
Интервална зона обухвата наслаге између два јасно обележена биохоризинта, без обзира на фосилни садржај саме зоне. Зато може бити погодна за шире корелације.